# رينبو: نيشا روكوبو نو شيتشينين
رينبو: نيشا روكوبو نو شيتشينين (باليابانية: RAINBOW 二舎六房の七人، بالروماجي: Reinbō: Ni-sha roku bō no shichi-nin) (بالإنجليزية: Rainbow: Nisha Rokubō no Shichinin)‏ هي سلسلة مانغا يابانيا  للكاتب غيورغاي آبي والمنغاكا ماساسومي كاكيزاكي. تم اصدارها في مجلة يونغ سان دي الأسبوعية سنة 2003 لكن تم نقلها لبيغ كوميك سبيرايتس عندما اوقفة المجلة نشرها. وقد حصلة على مسلسل أنمي من إنتاج مادهاوس حيث تم عرض الأنمي لأول مرة على الهواء في 6 أبريل 2010. 

## القصة
تدور احداث القصة بعد عشر سنوات من نهاية الحرب العالمية الثانية. ستة فتيان اعمارهم تتراوح بين السادسة عشر والسابعة عشر، يدخلون السجن الاصلاحي لجرائم متنوعة، حيث عانت مناطق عديدة من اليابان من الفقر. وفي نفس وقت دخول زنزانتهم، يلتقون ساكوراغي الذي تهاجموا عليه بعدما اهانهم، ليكتشف دون سابق انذار انه ملاكم، وبعد التعذيب الذي مر به ساكوراغي من قبل حارس السجن أصبح زميل الزنزالة وأخ كبير للجميع يعتمد عليه. في السجن لا تبدو الحياة مشرقة بالطبع ظل تواج الضابط ايشيهارا الذي يستمتع بتعذيب السجناء والطبيب ساساكي الذي يستغل السجناء بابشع الطرق، فكليهما يردان موت ساكوراغي الذي يعلم سرهما. لكن الجميع يسعون إلى تحقيق احلامهم بعد خروجهم من السجن.

## وصلات خارجية
- الموقع الرسمي (اليابانية)

رينبو: نيشا روكوبو نو شيتشينين على موقع IMDb (الإنجليزية)
- رينبو: نيشا روكوبو نو شيتشينين على موقع كينوبويسك (الروسية)
- رينبو: نيشا روكوبو نو شيتشينين على موقع قاعدة بيانات الفيلم (الإنجليزية)
- رينبو: نيشا روكوبو نو شيتشينين على موقع ANN anime (الإنجليزية)
- رينبو: نيشا روكوبو نو شيتشينين على موقع ANN manga (الإنجليزية)